# Daniel Łukasik
Daniel Łukasik (Giżycko, 28 aprile 1991) è un ex calciatore polacco, di ruolo centrocampista.

## Palmarès

### Club

#### Competizioni nazionali
- Coppa di Polonia: 3

Legia Varsavia: 2011-2012, 2012-2013
Lechia Danzica: 2018-2019
- Campionato polacco: 2

Legia Varsavia: 2012-2013, 2013-2014
- Supercoppa di Polonia: 1

Lechia Danzica: 2019
- TFF 1. Lig: 1

Ankaragücü: 2021-2022